# مارجوري نويل
مارجوري نويل (بالفرنسية: Marjorie Noël)‏ هي مغنية فرنسية، ولدت في 29 ديسمبر 1945 في بايو في فرنسا، وتوفيت في 30 أبريل 2000 في Cavaillon ‏ في فرنسا.

## وصلات خارجية
- الموقع الرسمي
- مارجوري نويل على موقع IMDb (الإنجليزية)
- مارجوري نويل على موقع ميوزك برينز (الإنجليزية)
- مارجوري نويل على موقع ديسكوغز (الإنجليزية)